# Romance dans le foin
Pour plus de détails, voir Fiche technique et Distribution.
Romance dans le foin (Hayseed Romance) est un court-métrage de Charles Lamont, réalisé en 1935.

## Distribution
- Buster Keaton : Elmer Dolittle
- Dorothea Kent : Molly
- Jane Jones
- Robert McKenzie : juge de paix (non crédité)

## Fiche technique
- Producteur : E. H. Allen, E. W. Hammons
- Langue : anglais
- Dates de sortie : 
  - États-Unis : 15 mars 1935